# PWA World Tour
De PWA World Windsurfing Tour is een door de Professional Windsurfers Association (PWA) gehouden wereldkampioenschap in het windsurfen. 

## Geschiedenis
Het kampioenschap werd voor de eerste maal georganiseerd in 1983 door de World Sailboards Manufacturers Association (WSMA), die de organisatie van het kampioenschap op zich nam tot en met 1985. In 1986 werd de WSMA herdoopt in de World Boardsailing Association (WBA) en werd deze de organisator van het kampioenschap. Vanaf 1987 werd de organisatie overgedragen aan de Professional Boardsailors Association (PBA) en werd het kampioenschap georganiseerd onder de naam PBA World Cup. In 1996 nam de PWA de organisatie over, nadat de PBA wegens een te hoge schuldenlast in vereffening was gegaan. Sinds dat jaar draagt het kampioenschap de huidige naam.
Aanvankelijk bestond het kampioenschap uit drie disciplines, met name 'wave', 'race' en 'course race'. Van 1983 tot 2000 was er daarnaast een 'overall'-klassement. Vanaf 1995 maakte de 'course race' geen onderdeel meer uit van het kampioenschap en vanaf 1998 werd de discipline 'freestyle' ingevoerd. Vanaf 2005 werd de discipline 'race' omgedoopt in 'slalom' en van 2003 tot en met 2006 maakte de 'Super-X' deel uit van het kampioenschap. In 2017 ten slotte werd de 'foil' toegevoegd.

## Erelijst[1]

### Heren

#### Overall
| Seizoen | Winnaar          | Tweede            | Derde             |
| ------- | ---------------- | ----------------- | ----------------- |
| 1983    | Robby Naish      | ?                 | ?                 |
| 1984    | Robby Naish      | ?                 | ?                 |
| 1985    | Robby Naish      | ?                 | ?                 |
| 1986    | Robby Naish      | ?                 | ?                 |
| 1987    | Robby Naish      | ?                 | ?                 |
| 1988    | Bjørn Dunkerbeck | ?                 | ?                 |
| 1989    | Bjørn Dunkerbeck | ?                 | ?                 |
| 1990    | Bjørn Dunkerbeck | ?                 | ?                 |
| 1991    | Bjørn Dunkerbeck | ?                 | ?                 |
| 1992    | Bjørn Dunkerbeck | ?                 | ?                 |
| 1993    | Bjørn Dunkerbeck | ?                 | ?                 |
| 1994    | Bjørn Dunkerbeck | ?                 | ?                 |
| 1995    | Bjørn Dunkerbeck | Robby Naish       | Patrice Belbeoc'h |
| 1996    | Bjørn Dunkerbeck | Patrice Belbeoc'h | ?                 |
| 1997    | Bjørn Dunkerbeck | Anders Bringdal   | Scott Fenton      |
| 1998    | Bjørn Dunkerbeck | Kevin Pritchard   | ?                 |
| 1999    | Bjørn Dunkerbeck | ?                 | ?                 |
| 2000    | Kevin Pritchard  | Bjørn Dunkerbeck  | Scott Fenton      |

#### Wave
| Seizoen | Winnaar                | Tweede                 | Derde                  |
| ------- | ---------------------- | ---------------------- | ---------------------- |
| 1983    | Robby Naish            | ?                      | ?                      |
| 1984    | Robby Naish            | ?                      | ?                      |
| 1985    | Pete Cabrinha          | ?                      | ?                      |
| 1986    | Robby Naish            | ?                      | ?                      |
| 1987    | Robby Naish            | ?                      | ?                      |
| 1988    | Robby Naish            | ?                      | ?                      |
| 1989    | Robby Naish            | ?                      | ?                      |
| 1990    | Bjørn Dunkerbeck       | ?                      | ?                      |
| 1991    | Robby Naish            | Jason Polakow          | ?                      |
| 1992    | Bjørn Dunkerbeck       | ?                      | Jason Polakow          |
| 1993    | Bjørn Dunkerbeck       | Jason Polakow          | ?                      |
| 1994    | Bjørn Dunkerbeck       | ?                      | ?                      |
| 1995    | Bjørn Dunkerbeck       | ?                      | ?                      |
| 1996    | Patrice Belbeoch'h     | ?                      | Jason Polakow          |
| 1997    | Jason Polakow          | Robby Naish            | Josh Stone             |
| 1998    | Jason Polakow          | ?                      | ?                      |
| 1999    | Bjørn Dunkerbeck       | ?                      | ?                      |
| 2000    | Francisco Goya         | Josh Angulo            | Jason Polakow          |
| 2001    | Bjørn Dunkerbeck       | Kevin Pritchard        | Jason Polakow          |
| 2002    | Kevin Pritchard        | Bjørn Dunkerbeck       | Nik Baker              |
| 2003    | Josh Angulo            | Bjørn Dunkerbeck       | Vidar Jensen           |
| 2004    | Scott McKercher        | Vidar Jensen           | Bjørn Dunkerbeck       |
| 2005    | Kauli Seadi            | Nik Baker              | Robby Swift            |
| 2006    | Kevin Pritchard        | Josh Angulo            | Kauli Seadi            |
| 2007    | Kauli Seadi            | Víctor Fernández López | Josh Angulo            |
| 2008    | Kauli Seadi            | Víctor Fernández López | Jonas Ceballos         |
| 2009    | Josh Angulo            | Kauli Seadi            | Robby Swift            |
| 2010    | Víctor Fernández López | Ricardo Campello       | Philip Köster          |
| 2011    | Philip Köster          | Ricardo Campello       | Kauli Seadi            |
| 2012    | Philip Köster          | Víctor Fernández López | Alex Mussolini         |
| 2013    | Marcilio Browne        | Alex Mussolini         | Víctor Fernández López |
| 2014    | Thomas Traversa        | Víctor Fernández López | Ricardo Campello       |
| 2015    | Philip Köster          | Víctor Fernández López | Jaeger Stone           |
| 2016    | Víctor Fernández López | Alex Mussolini         | Marcilio Browne        |
| 2017    | Philip Köster          | Víctor Fernández López | Marcilio Browne        |
| 2018    | Víctor Fernández López | Ricardo Campello       | Philip Köster          |
| 2019    | Philip Köster          | Marcilio Browne        | Ricardo Campello       |

#### Race / Slalom
| Seizoen | Winnaar                         | Tweede                                          | Derde                                           |                                                 |
| ------- | ------------------------------- | ----------------------------------------------- | ----------------------------------------------- | ----------------------------------------------- |
| 1983    | Robby Naish                     | ?                                               | ?                                               |                                                 |
| 1984    | Robby Naish                     | ?                                               | ?                                               |                                                 |
| 1985    | Robby Naish                     | ?                                               | ?                                               |                                                 |
| 1986    | Robby Naish                     | ?                                               | ?                                               |                                                 |
| 1987    | Anders Bringdal                 | ?                                               | ?                                               |                                                 |
| 1988    | Bjørn Dunkerbeck                | ?                                               | ?                                               |                                                 |
| 1989    | Bjørn Dunkerbeck                | ?                                               | ?                                               |                                                 |
| 1990    | Bjørn Dunkerbeck                | ?                                               | ?                                               |                                                 |
| 1991    | Bjørn Dunkerbeck                | ?                                               | ?                                               |                                                 |
| 1992    | Bjørn Dunkerbeck                | ?                                               | ?                                               |                                                 |
| 1993    | Bjørn Dunkerbeck                | ?                                               | ?                                               |                                                 |
| 1994    | Bjørn Dunkerbeck                | ?                                               | ?                                               |                                                 |
| 1995    | Bjørn Dunkerbeck                | ?                                               | ?                                               |                                                 |
| 1996    | Bjørn Dunkerbeck                | ?                                               | ?                                               |                                                 |
| 1997    | Bjørn Dunkerbeck                | Micah Buzianis                                  | Anders Bringdal                                 |                                                 |
| 1998    | Bjørn Dunkerbeck                | ?                                               | ?                                               |                                                 |
| 1999    | Bjørn Dunkerbeck                | ?                                               | ?                                               |                                                 |
| 2000    | Kevin Pritchard                 | ?                                               | ?                                               |                                                 |
| 2001    | Geen competitie                 | Geen competitie                                 | Geen competitie                                 |                                                 |
| 2002    | Steve Allen                     | Antoine Albeau Wojtek Brozowski Kevin Pritchard | Antoine Albeau Wojtek Brozowski Kevin Pritchard | Antoine Albeau Wojtek Brozowski Kevin Pritchard |
| 2003    | Micah Buzianis                  | Wojtek Brozowski                                | Antoine Albeau                                  |                                                 |
| 2004    | Antoine Albeau                  | Steve Allen                                     | Kevin Pritchard                                 |                                                 |
| 2005    | Micah Buzianis Bjørn Dunkerbeck | Micah Buzianis Bjørn Dunkerbeck                 | Antoine Albeau                                  |                                                 |
| 2006    | Antoine Albeau                  | Micah Buzianis                                  | Kevin Pritchard                                 |                                                 |
| 2007    | Antoine Albeau                  | Kevin Pritchard                                 | Bjørn Dunkerbeck                                |                                                 |
| 2008    | Antoine Albeau                  | Bjørn Dunkerbeck                                | Kevin Pritchard                                 |                                                 |
| 2009    | Antoine Albeau                  | Finian Maynard                                  | Bjørn Dunkerbeck                                |                                                 |
| 2010    | Antoine Albeau                  | Bjørn Dunkerbeck                                | Cyril Moussilmani                               |                                                 |
| 2011    | Bjørn Dunkerbeck                | Antoine Albeau                                  | Ben van der Steen                               |                                                 |
| 2012    | Antoine Albeau                  | Bjørn Dunkerbeck                                | Micah Buzianis                                  |                                                 |
| 2013    | Antoine Albeau                  | Alberto Menegatti                               | Julien Quentel                                  |                                                 |
| 2014    | Antoine Albeau                  | Cyril Moussilmani                               | Pierre Mortefon                                 |                                                 |
| 2015    | Antoine Albeau                  | Pierre Mortefon                                 | Matteo Iachino                                  |                                                 |
| 2016    | Matteo Iachino                  | Pierre Mortefon                                 | Ross Williams                                   |                                                 |
| 2017    | Antoine Albeau                  | Matteo Iachino                                  | Pierre Mortefon                                 |                                                 |
| 2018    | Antoine Albeau                  | Matteo Iachino                                  | Pierre Mortefon                                 |                                                 |
| 2019    | Pierre Mortefon                 | Matteo Iachino                                  | Antoine Albeau                                  |                                                 |

#### Freestyle
| Seizoen | Winnaar                | Tweede                              | Derde                               |
| ------- | ---------------------- | ----------------------------------- | ----------------------------------- |
| 1998    | Bjørn Dunkerbeck       | ?                                   | ?                                   |
| 1999    | Josh Stone             | ?                                   | ?                                   |
| 2000    | Josh Stone             | ?                                   | ?                                   |
| 2001    | Antoine Albeau         | Josh Stone                          | ?                                   |
| 2002    | Matt Pritchard         | Ricardo Campello                    | Nik Baker                           |
| 2003    | Ricardo Campello       | Kauli Seadi                         | Robby Swift                         |
| 2004    | Ricardo Campello       | Kauli Seadi                         | Douglas Diaz                        |
| 2005    | Ricardo Campello       | Douglas Diaz                        | José Estredo Kauli Seadi            |
| 2006    | José Estredo           | Elton Frans                         | Antxon Otaegui                      |
| 2007    | Marcilio Browne        | José Estredo                        | Kiri Thode                          |
| 2008    | José Estredo           | Marcilio Browne                     | Kiri Thode                          |
| 2009    | José Estredo           | Kiri Thode                          | Everon Frans                        |
| 2010    | Gollito Estredo        | Elton Frans                         | Kiri Thode                          |
| 2011    | Steven Van Broeckhoven | Kiri Thode                          | José Estredo                        |
| 2012    | José Estredo           | Kiri Thode                          | Steven Van Broeckhoven              |
| 2013    | Kiri Thode             | José Estredo Steven van Broeckhoven | José Estredo Steven van Broeckhoven |
| 2014    | José Estredo           | Steven Van Broeckhoven              | Kiri Thode                          |
| 2015    | Dieter Van der Eyken   | Kiri Thode                          | Amado Vrieswijk                     |
| 2016    | José Estredo           | Amado Vrieswijk                     | Yentel Caers                        |
| 2017    | José Estredo           | Amado Vrieswijk                     | ITA Jacopo Testa                    |
| 2018    | José Estredo           | Adrien Bosson                       | Amado Vrieswijk                     |
| 2019    | Yentel Caers           | Amado Vrieswijk                     | Steven Van Broeckhoven              |

#### Foil
| Seizoen | Winnaar              | Tweede               | Derde            |
| ------- | -------------------- | -------------------- | ---------------- |
| 2017    | Antoine Questel      | Gonzalo Costa Hoevel | Sebastian Kornum |
| 2018    | Gonzalo Costa Hoevel | Sebastian Kördel     | Antoine Albeau   |
| 2019    | Nicolas Goyard       | Alexandre Cousin     | Matteo Iachino   |

#### Super-X
| Seizoen | Winnaar        | Tweede                            | Derde                             |
| ------- | -------------- | --------------------------------- | --------------------------------- |
| 2003    | Kauli Seadi    | Antoine Albeau                    | Julian Taboulet                   |
| 2004    | Matt Pritchard | Antoine Albeau                    | Robby Swift                       |
| 2005    | Matt Pritchard | Cyril Moussilmani Kevin Pritchard | Cyril Moussilmani Kevin Pritchard |
| 2006    | Antoine Albeau | Kevin Pritchard                   | Matt Pritchard                    |

#### Course Race
| Seizoen | Winnaar              | Tweede | Derde |
| ------- | -------------------- | ------ | ----- |
| 1983    | Robby Naish          | ?      | ?     |
| 1984    | Robby Naish          | ?      | ?     |
| 1985    | Tim Aegesen          | ?      | ?     |
| 1986    | Stephan van den Berg | ?      | ?     |
| 1987    | Stephan van den Berg | ?      | ?     |
| 1988    | Anders Bringdal      | ?      | ?     |
| 1989    | Phil McGain          | ?      | ?     |
| 1990    | Bjørn Dunkerbeck     | ?      | ?     |
| 1991    | Bjørn Dunkerbeck     | ?      | ?     |
| 1992    | Bjørn Dunkerbeck     | ?      | ?     |
| 1993    | Bjørn Dunkerbeck     | ?      | ?     |
| 1994    | Bjørn Dunkerbeck     | ?      | ?     |

### Dames

#### Wave
| Seizoen | Winnaar              | Tweede               | Derde                |
| ------- | -------------------- | -------------------- | -------------------- |
| 2010    | Daida Ruano Moreno   | Iballa Ruano Moreno  | Karin Jaggi          |
| 2011    | Daida Ruano Moreno   | Iballa Ruano Moreno  | Nayra Alonso         |
| 2012    | Daida Ruano Moreno   | Iballa Ruano Moreno  | Karin Jaggi          |
| 2013    | Daida Ruano Moreno   | Iballa Ruano Moreno  | Karin Jaggi          |
| 2014    | Iballa Ruano Moreno  | Daida Ruano Moreno   | Alice Arutkin        |
| 2015    | Iballa Ruano Moreno  | Daida Ruano Moreno   | Sarah-Quita Offringa |
| 2016    | Iballa Ruano Moreno  | Daida Ruano Moreno   | Sarah-Quita Offringa |
| 2017    | Iballa Ruano Moreno  | Daida Ruano Moreno   | Sarah-Quita Offringa |
| 2018    | Iballa Ruano Moreno  | Sarah-Quita Offringa | Daida Ruano Moreno   |
| 2019    | Sarah-Quita Offringa | Iballa Ruano Moreno  | Justyna Sniadny      |

#### Race / Slalom
| Seizoen | Winnaar                 | Tweede                  | Derde                |
| ------- | ----------------------- | ----------------------- | -------------------- |
| 2009    | Valérie Ghibaudo        | Karin Jaggi             | Sarah Hebert         |
| 2010    | Karin Jaggi             | Valérie Arrighetti      | Sarah-Quita Offringa |
| 2011    | Sarah-Quita Offringa    | Karin Jaggi             | Valérie Arrighetti   |
| 2012    | Valérie Arrighetti      | Karin Jaggi             | Lena Erdil           |
| 2013    | Delphine Cousin         | Valérie Arrighetti      | Karin Jaggi          |
| 2014    | Delphine Cousin         | Lena Erdil              | Valérie Ghibaudo     |
| 2015    | Sarah-Quita Offringa    | Delphine Cousin         | Lena Erdil           |
| 2016    | Sarah-Quita Offringa    | Lena Erdil              | Delphine Cousin      |
| 2017    | Sarah-Quita Offringa    | Delphine Cousin Questel | Marion Mortefon      |
| 2018    | Delphine Cousin Questel | Lena Erdil              | Marion Mortefon      |
| 2019    | Delphine Cousin Questel | Marion Mortefon         | Maëlle Guilbaud      |

#### Freestyle
| Seizoen | Winnaar              | Tweede                        | Derde                     |
| ------- | -------------------- | ----------------------------- | ------------------------- |
| 2009    | Sarah-Quita Offringa | Daida Ruano Moreno            | Junko Nagoshi             |
| 2010    | Sarah-Quita Offringa | Yolanda Freites de Brendt     | Laure Treboux             |
| 2011    | Sarah-Quita Offringa | Laure Treboux                 | Yolanda Freites de Brendt |
| 2012    | Sarah-Quita Offringa | Laure Treboux                 | Arianne Aukes             |
| 2013    | Sarah-Quita Offringa | Arianne Aukes                 | Yolanda Freites de Brendt |
| 2014    | Sarah-Quita Offringa | Oda Johanne Stokstad Brødholt | Maaike Huvermann          |
| 2015    | Sarah-Quita Offringa | Oda Johanne Stokstad Brødholt | Maaike Huvermann          |
| 2016    | Sarah-Quita Offringa | Maaike Huvermann              | Oda Johanne Brødholt      |
| 2017    | Sarah-Quita Offringa | Maaike Huvermann              | Oda Johanne Brødholt      |
| 2018    | Sarah-Quita Offringa | Maaike Huvermann              | Oda Johanne Brødholt      |
| 2019    | Sarah-Quita Offringa | Maaike Huvermann              | Oda Johanne Brødholt      |

#### Foil
| Seizoen | Winnaar                 | Tweede        | Derde           |
| ------- | ----------------------- | ------------- | --------------- |
| 2019    | Delphine Cousin Questel | Marina Alabau | Marion Mortefon |